# Killorglin
Killorglin (iriska: Cill Orglan) är en ort i republiken Irland.   Den ligger i grevskapet Ciarraí och provinsen Munster, i den sydvästra delen av landet, 280 km sydväst om huvudstaden Dublin. Killorglin ligger 32 meter över havet och antalet invånare är 2 082.
Terrängen runt Killorglin är kuperad åt sydväst, men åt nordost är den platt. En vik av havet är nära Killorglin åt nordväst.Runt Killorglin är det glesbefolkat, med 17 invånare per kvadratkilometer. Närmaste större samhälle är Tralee, 19,7 km norr om Killorglin. Trakten runt Killorglin består i huvudsak av gräsmarker.